# Daniela Preuß
 (avril 2021).
Si vous disposez d'ouvrages ou d'articles de référence ou si vous connaissez des sites web de qualité traitant du thème abordé ici, merci de compléter l'article en donnant les références utiles à sa vérifiabilité et en les liant à la section « Notes et références ».
Pour les articles homonymes, voir Preuß.
Daniela Preuss (née le 22 avril 1978 à Berlin) est une actrice allemande.

## Biographie
Daniela Preuß devient actrice pendant ses études à l'école d'art dramatique Der Kreis à Berlin auprès de Heidi Wallier. Elle travaille en 2006 au Sanford-Meisner-Workshop auprès de Mike Bernardin à Londres. La même année, elle commence à travailler sur des scènes avec Sigrid Andersson.
Preuss a son premier grand rôle dans Meine grüne Freiheit – Ein Frühling in Irland, un téléfilm, en 2000. Elle participe principalement à des figurations d'épisodes de diverses séries. Elle est l'inspectrice Nina Horn dans la série Section enquêtes criminelles.

## Filmographie

### Cinéma
- 2000 : Tamigotcha (court métrage)
- 2004 : München (court métrage)
- 2006 : Rauskommen (court métrage)
- 2007 : Vollidiot (de)
- 2015 : Au secours ! J'ai rétréci ma prof

### Téléfilms
- 2000 : Meine grüne Freiheit - Ein Frühling in Irland
- 2001 : Die Braut meines Freundes
- 2002 : Verdammte Gefühle
- 2002 : Les Amours de Cuba
- 2002 : Wer liebt, hat Recht
- 2003 : Le Prince de mes rêves
- 2003 : Novaks Ultimatum
- 2003 : Delikatessen und andere Schweinereien
- 2004 : Les Enfants de ma fiancée
- 2004 : Un homme à croquer
- 2004 : Rats 2 : L'Invasion finale de Jörg Lühdorff : Svenja
- 2005 : Kimme und Dresche - Die Actionkomödie
- 2005 : L'Amour en vitrine
- 2005 : Der Ruf der Berge
- 2008 : Spiel mir das Lied und du bist tot!

### Séries télévisées
- 1990 : L'Ami des bêtes (épisode Tiere spüren sowas)
- 1997 : Tatort: Schlüssel zum Mord
- 1998 : Tatort: Berliner Weiße
- 1999 : Dr. Sommerfeld – Neues vom Bülowbogen (épisode Das Herz einer Mutter)
- 1999 : Die Sternbergs - Ärzte, Brüder, Leidenschaften (deux épisodes)
- 1999 : Für alle Fälle Stefanie (deux épisodes)
- 2000 : Küstenwache (épisode Gefährliche Fracht)
- 2000 : Soko brigade des stups (épisode Apparences trompeuses)
- 2000 : Die Wache (deux épisodes)
- 2001 : Der Ermittler (épisode Tödliche Schuld)
- 2001 : L'Empreinte du crime (épisode Règlement de comptes)
- 2001 : Motocops (épisode Triple Jeu)
- 2001-2002 : Offroad.TV (de) (13 épisodes)
- 2002 : Duo de maîtres (épisode Le ver est dans le fruit)
- 2003 : SOKO Kitzbühel (épisode Skateboard)
- 2003 : Wolff, police criminelle (épisode Le Piège de Vénus)
- 2004 : Siebenstein (épisode Rudi, Rapunzel und das Mammut)
- 2005 : Alerte Cobra (épisode Froide vengeance)
- 2005 : Beutolomäus sucht den Weihnachtsmann (de) (24 épisodes)
- 2005 : LiebesLeben (de) (11 épisodes)
- 2006-2007 : Section enquêtes criminelles (18 épisodes)
- 2007 : Post mortem (épisode Usurpation d'identité)
- 2007 : Die Märchenstunde (épisode Aschenputtel - Für eine Handvoll Tauben)
- 2007 : Pastewka (épisode Ein Tag mit Frau Bruck)
- 2008 : Plötzlich Papa – Einspruch abgelehnt! (13 épisodes)
- 2009-2010 : Ladykracher (8 épisodes)
- 2011 : Division criminelle (épisode Waschen, schneiden, töten)
- 2011-2013 : Sturmfrei (7 épisodes)
- 2012 : Der Bergdoktor (épisode Auszeit)
- 2012 : SOKO Wismar (épisode Kalte Pizza)
- 2012 : Stubbe - Von Fall zu Fall (épisode Alte Freunde)
- 2016 : In aller Freundschaft – Die jungen Ärzte (épisode Eine schwere Geburt)
- 2017 : Triple Ex (épisode Wer ist eigentlich Paul?)
- 2017 : Inga Lindström (épisode Kochbuch der Liebe)
- 2018 : Beck is back! (épisode Überraschung)
- 2020 : Kreuzfahrt ins Glück (épisode Hochzeitsreise nach Tirol)